# Hildegard Lutze-Froese
Hildegard Lutze-Froese, geborene Lutze, (* 22. Februar 1937 in Wuppertal; † 7. April 1993 in Berlin) war eine deutsche Bildhauerin.

## Leben und Wirken
Hildegard Lutze-Froese war die Tochter des Pfarrers der Bekennenden Kirche Hermann Lutze. Sie studierte an der Werkkunstschule in Wuppertal Bildhauerei bei Paul Dierkes. 1968 wurde sie als eine von vier Künstlern mit dem Villa-Romana-Preis ausgezeichnet, der sie zu einem zehnmonatigen Künstleraufenthalt in Florenz berechtigte. Im Jahr 1969 kuratierte sie in Baden-Baden die Ausstellungsreihe „Vierzehn mal vierzehn“ mit Werken von Klaus Gallwitz. Ab 1969 übernahm sie in New York die Leitung einer Dependance des Galeristen Reinhard Onnasch, organisierte mit René Block die Ausstellung „Soho“ in Berlin und 1977 das Gegenstück „Berlin Now“ in New York.
Hildegard Lutze-Froese war von 1973 bis 1975 Direktorin der Galerie von Reinhard Onnasch. Sie galt in der Downtown-Szene von New York als bekannte Persönlichkeit und hatte Kontakte zu Kunstschaffenden wie Gordon Matta-Clark und Joan Crawford.
Bei einem Brand in ihrem Atelier 1983 verlor sie ihre Habe und fing an zu schreiben und zu filmen.

## Sammlungen

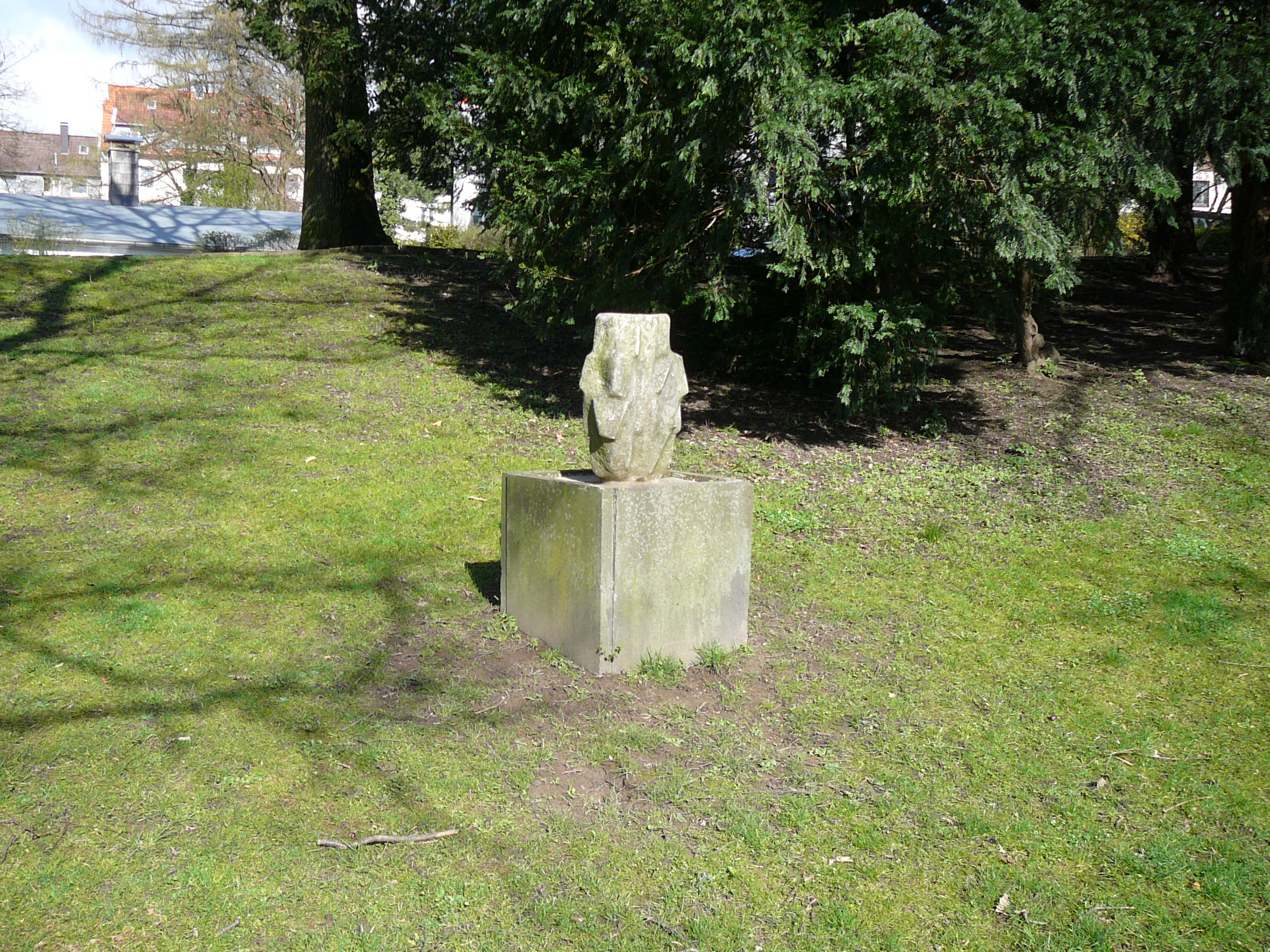
Marmorskulptur in Wuppertal

- Zentrum für Kunst und Medien Karlsruhe[6]

## Arbeiten im öffentlichen Raum
- Marmorskulptur, Uellenbergplatz, Wuppertal 1981[7]